# Hédi Ben Ouezdou
Hédi Ben Ouezdou (arabe : الهادي بن وزدو), né le 9 avril 1956 à Djerba, est un géographe tunisien. Professeur au département de géographie de la faculté des sciences humaines et sociales de Tunis, sa spécialité est la géomorphologie.

## Biographie
Il consacre depuis 1979 ses travaux de recherche aux régions arides et notamment au Sud tunisien. Outre sa collaboration à des programmes de recherches tunisiens (Institut des régions arides de Médenine et Centre national de la cartographie et de la télédétection) ou internationaux (Institut de recherche pour le développement et Centre national de la recherche scientifique), il publie des articles académiques et des travaux orientés vers le grand public. Il s'intéresse tout particulièrement à l'étude de l'évolution des paysages anciens et actuels, à la relation entre l'homme et son environnement, le patrimoine naturel et culturel.
Il a été rédacteur en chef de la Revue tunisienne de sciences sociales.

## Publications principales
- « Stratigraphie des dépôts quaternaires continentaux du golfe de Gabès », Comptes rendus hebdomadaires des séances de l'Académie des sciences, iI, t. 299, no 19,‎ 1984, p. 1351-1354.
- « Essai de corrélation des formations quaternaires continentales et marines dans les alentours du golfe de Gabès », Géodynamique, vol. 1, no 2,‎ 1986, p. 81-95 (ISSN 0766-5105, OCLC 713203743, lire en ligne, consulté le 21 octobre 2014).
- « Étude morphologique et stratigraphique des formations quaternaires des alentours du golfe de Gabès », Revue des sciences de la Terre, vol. 5,‎ 1987 (OCLC 494600689)[3].
- « Sur l'hypothèse de la mer saharienne quaternaire : analyse du contexte géomorphologique et géologique de l'évolution récente des chotts algéro-tunisiens et du seuil d'Ouedref (Tunisie) », Comptes rendus hebdomadaires des séances de l'Académie des sciences, iI, t. 308,‎ 1989, p. 767-772.
- La partie méridionale des steppes tunisiennes : étude géo-morphologique (thèse de doctorat en géographie physique), Tunis, Faculté des sciences humaines et sociales de Tunis, 1994 (OCLC 496816869)[4].
- Les chotts et le pays des oasis, Tunis, Simpact, 1998.
- « Les aménagements de petite hydraulique dans le sud-est de la Tunisie : un savoir-faire traditionnel au service du développement durable », Actes du séminaire international « Patrimoine et codéveloppement durable en Méditerranée occidentale (Gouvernance environnementale) », Tunis-Hammamet, 23-27 mai 2000,‎ 2001, p. 251-260.
- Découvrir la Tunisie du Sud, de Matmata à Tataouine : ksour, jessour et troglodytes, Tunis, Hédi Ben Ouezdou, 2001, 78 p. (ISBN 978-9973318534, OCLC 57704207).
- Entre désertification et développement : la Jeffara tunisienne, Marseille, Institut de recherche pour le développement, 2006, 351 p., partie IV, « L'eau au cœur des stratégies de développement durable », p. 245-264.Co-auteurs : Bruno Romagny et Sébastien Palluault
- Découvrir la Tunisie du Sud : Djerba, perle de la Méditerranée, Tunis, 2007, 103 p. (ISBN 9973616049, OCLC 156786821).